# Detector de calor
Detector de calor, detector térmico o detector de temperatura es un dispositivo de alarma de incendio diseñado para responder cuando la energía térmica por convección de un incendio aumenta la temperatura de un elemento sensible al calor. Forma parte de un sistemas de detección de incendios.La masa térmica y la conductividad del elemento regulan el flujo de la tasa de calor en el elemento. Todos los detectores de calor tienen su inercia térmica. Los detectores de calor se clasifican según su modo de disparo en dos tiposː de "temperatura fija" y "termovelocimétricos" que actúan según la velocidad del incremento de temperatura.

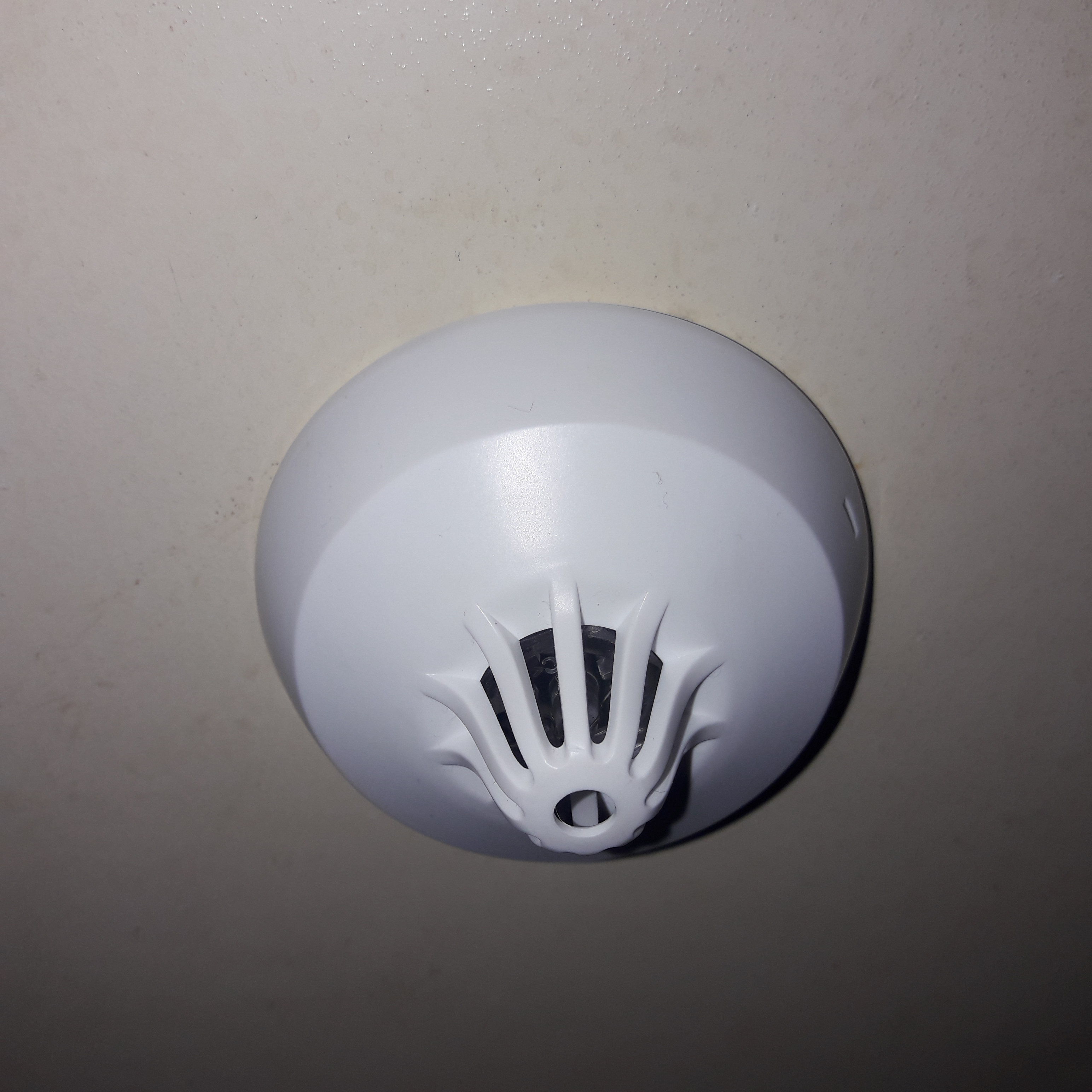
Detector de temperatura IP

Actualmente los detectores se alimentan desde las zonas o bucles dependiendo la tecnología del tablero de incendios o panel de control y son alimentados bien a 24 V, bien a 220 V.
Cuando el sensor de temperatura del detector alcanza la temperatura máxima (generalmente 64 °C con protección IP20 o 30 para uso interior) el detector se activa y pasa la señal al tablero de incendios o bien, directamente a un sistema de extinción. También se pueden encontrar detectores de temperatura que se activan con mayores temperaturas para evitar deformación en el material y se denominan sondas térmicas.

## Detectores de calor de temperatura fija o termofijo
El de temperatura fija (o fixed temperature) es el tipo más común de detector de calor. Los detectores de temperatura fija operan cuando el sensor de calor de la aleación eutéctica alcanza el estado de cambio del punto eutéctico de sólido a un líquido. El retardo térmico retrasa la acumulación de calor en el elemento sensible, de manera que un dispositivo de temperatura fija alcanzará su temperatura de funcionamiento en algún momento después de la temperatura del aire que la rodea exceda esa temperatura. El punto de temperatura fija más común para los detectores de calor conectados eléctricamente es 58 °C. Los avances tecnológicos han permitido la perfección de detectores que se activan a una temperatura de 47 °C, aumentando el tiempo de reacción disponible y el margen de seguridad. Este tipo de tecnología ha estado disponible durante décadas sin el uso de baterías o de electricidad.

## Detectores termovelocimétricos
Los detectores termovelocimétricos, detectores termovelos o detectores de calor de Ritmo De Subida (Rate-of-Rise - ROR) operan al producirse un rápido aumento de la temperatura del elemento de 6,7 a 8,3 °C por minuto, independientemente de la temperatura inicial. Este tipo de detector de calor puede funcionar a un límite de temperatura de fuego más bajo de lo que sería posible si el umbral fuera fijo. Tiene dos termopares o termistores sensibles al calor. Un termopar monitorea el calor transferido por convección o radiación. El otro responde a la temperatura ambiente. El detector responde cuando la primera temperatura aumenta en relación con la otra.
Los detectores de tasa de subida pueden no responder a la liberación de tasas de baja energía de incendios de desarrollo lento. Para detectar el desarrollo de incendios de desarrollo lento, los detectores de combinación deben tener añadido un elemento detector de temperatura fija, y en última instancia responde cuando el elemento de temperatura fija alcanza el umbral de diseño.

## Combinados
Hay detectores de calor que combinan elementos de temperatura fija y de velocidad de incremento en un mismo detector

## Selección de detector de calor
Los detectores de calor suelen tener una etiqueta en ellos que dice "No es un dispositivo multifunción de seguridad de la vida". Eso es porque los detectores de calor no tienen la intención de reemplazar a los detectores de humo, que se colocan fuera de las habitaciones en las escaleras y pasillos y, junto a los detectores de monóxido de carbono, en las habitaciones. Un detector de calor, sin embargo, informa de un incendio en la cocina o área de la utilidad (es decir, lavadero, garaje o ático), donde no se deben instalar detectores de humo. Esto le dará tiempo extra para evacuar el edificio o para apagar el fuego, si es posible.
Los detectores de calor mecánicos, son estaciones de alerta de incendios independientes que -a diferencia de los detectores de humo- se pueden instalar en cualquier parte de una casa. Portabilidad, facilidad de instalación y excelente rendimiento y fiabilidad, los convierten en una buena opción para la protección contra incendios en el hogar, cuando se combina con los detectores de humo. Debido a que los detectores no están interconectados, la activación por calor identifica la ubicación del incendio, lo que facilita la evacuación de la casa.
Cada tipo de detector de calor tiene sus ventajas y no se puede decir que un tipo de detector de calor siempre debe utilizarse en lugar de otro. Si se va a colocar un detector de calor de ritmo de incremento por encima de un horno grande, cerrado, entonces cada vez que la puerta se abra, se podría generar una alarma molesta, debido al calor repentino temporal. En estas circunstancias, el detector de umbral fijo, probablemente sería mejor. Si una habitación llena de materiales altamente combustibles está protegido con un detector de calor fijo, entonces un fuego llameante rápido podría superar el umbral de alarma debido a la inercia térmica. En ese caso, es preferible un detector de calor de tasa de aumento de temperatura.

## Detectores convencionales
Son detectores que se comunican por el cambio de voltaje. El detector al activar el sensor de temperatura, cambian el consumo (voltaje), pasa la señal al estar conectados por cable al tablero de incendios y este activa toda la "zona" (puede haber hasta 32 detectores por zona) y el tablero se activa en ALARMA. Activando el 'zumbador' y activando las sirenas y/o haciendo maniobras programadas por el sistema (cerrar puertas, activar sirenas, enviando señales telefónicas).
- Consumo del detector en Reposo 40 - 80 µA
- Consumo del detector en Alarma 45 - 80 mA

Estos detectores son de uso interior con protección entre IP20 e IP40, los consumos pueden variar según el fabricantes.

## Detectores direccionables o digitales
Son detectores que se comunican con el sistema binario, a diferencia de los detectores convencionales se comunican independientemente con el tablero de incendios por el cable a 24 V que sale del bucle y regresa.
Estos detectores tienen un número de programación que viene de fábrica o es establecido por el instalador final del sistema (depende de la marca del sistema a configurar).

## Superficie máxima a proteger
Según la norma europea EN 54-5 Detector de Temperatura. Este tipo de detector debe cubrir como máximo 30 m² y debe estar a una altura máxima de 6 o 7 metros según  la clase del detector A1 o A2.
Si el detector de temperatura es instalado con pendiente la superficie a proteger disminuirá.

## Norma Europea EN 54

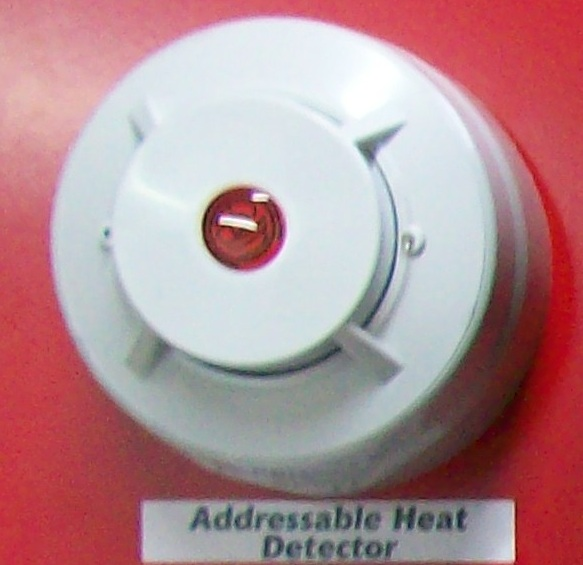
Detector de temperatura con certificado EN 54-5.

Los productos de detección de incendio tienen la normativa Europea EN 54 Sistema de Detección y Alarma de Incendios que es obligatoria para la comercialización e instalación de estos productos en cualquier país de la Unión Europea(UE).
La EN 54 parte 5 es obligatoria para el detector de temperatura.
El Comité Europeo de Normalización (CEN) ha estado desarrollando las normas europeas para el libre movimiento de mercancías en los países de la Unión Europea.
EN 54 es ampliamente reconocida alrededor del mundo y en un futuro puede cristalizar en una norma ISO.

### El certificado es de renovación anual obligatoria
El certificado EN 54 es emitido para cada producto. Este certificado debe renovarse anualmente.
Si el certificado EN 54 tiene más de un año desde la fecha de emisión. Este certificado ha caducado y no es un certificado válido.
Los fabricantes de productos de detección de incendios no pueden comercializar, ni instalar productos con certificados caducados en ningún país de la Unión Europea (UE).
Para mayor información visite el artículo EN 54.

### Clasificación
La norma establece que los detectores de calor deben conformarse a una de las siguientes clasificaciones:
| Clasificación del detector | Temperatura de aplicación típica °C | Temperatura de aplicación máxima °C | Temperatura de respuesta estática mínima °C | Temperatura de respuesta estática máxima °C |
| -------------------------- | ----------------------------------- | ----------------------------------- | ------------------------------------------- | ------------------------------------------- |
| A1                         | 25                                  | 50                                  | 54                                          | 65                                          |
| A2                         | 25                                  | 50                                  | 54                                          | 70                                          |
| B                          | 40                                  | 65                                  | 69                                          | 85                                          |
| C                          | 55                                  | 80                                  | 84                                          | 100                                         |
| D                          | 70                                  | 95                                  | 99                                          | 115                                         |
| E                          | 85                                  | 110                                 | 114                                         | 130                                         |
| F                          | 100                                 | 125                                 | 129                                         | 145                                         |
| G                          | 115                                 | 140                                 | 144                                         | 160                                         |

A la clasificación de más arriba de pueden añadir los sufijos R o S:
- El sufijo S indica que el detector no va a reaccionar por debajo de la temperatura de respuesta estática mínima aplicable a la clase de detector. El umbral se elige para que sea mayor que la temperatura ambiente esperada máxima. Este dispositivo está especialmente diseñado para ambientes donde se esperan cambios rápidos en las temperaturas ambiente, como en una sala de calentador.

- El sufijo R indica que el detector tiene la habilidad de producir una alarma en el rango de velocidad de incremento de temperatura del aire, con temperaturas ambientes considerablemente menores a la temperatura de aplicación. Un dispositivo ocn este sufijo, responderá a cambios rápidos en la temperatura ambiente así como si se excede la temperatura de respuesta estática mínima. Véase la tabla siguiente para las pruebas de límites de tiempo de respuesta.

(reorganizándola y añadiéndole los datos)
| Velocidad de incremento de la temperatura del aire K min-1 (desde una temperatura de aplicación típica) | Detectores de la clase A1 | Detectores de la clase A1              | Detectores de la clase A1              | Detectores de la clase A1              | Clase A2, B, C, D, E, F y G            | Clase A2, B, C, D, E, F y G            | Clase A2, B, C, D, E, F y G            | Clase A2, B, C, D, E, F y G            |                                        |
| --- | ------------------------- | -------------------------------------- | -------------------------------------- | -------------------------------------- | -------------------------------------- | -------------------------------------- | -------------------------------------- | -------------------------------------- | -------------------------------------- |
| Velocidad de incremento de la temperatura del aire K min-1 (desde una temperatura de aplicación típica) |                           | Límite inferior de tiempo de respuesta | Límite inferior de tiempo de respuesta | Límite superior de tiempo de respuesta | Límite superior de tiempo de respuesta | Límite inferior de tiempo de respuesta | Límite inferior de tiempo de respuesta | Límite superior de tiempo de respuesta | Límite superior de tiempo de respuesta |
| Velocidad de incremento de la temperatura del aire K min-1 (desde una temperatura de aplicación típica) |                           | m                                      | s                                      | m                                      | s                                      | m                                      | s                                      | m                                      | s                                      |
| 1 | 29                        | 0                                      | 40                                     | 20                                     | 29                                     | 0                                      | 46                                     | 0                                      |                                        |
| 3 | 7                         | 13                                     | 13                                     | 40                                     | 7                                      | 13                                     | 16                                     | 0                                      |                                        |
| 5 | 4                         | 9                                      | 8                                      | 20                                     | 4                                      | 9                                      | 10                                     | 0                                      |                                        |
| 10 | 1                         | 0                                      | 4                                      | 20                                     | 2                                      | 0                                      | 5                                      | 30                                     |                                        |
| 20 |                           | 30                                     | 2                                      | 20                                     | 1                                      | 0                                      | 3                                      | 13                                     |                                        |
| 30 |                           | 20                                     | 1                                      | 40                                     |                                        | 40                                     | 2                                      | 25                                     |                                        |

Los detectores que no tengan sufijo, ej. A1, B etc, todavía puede tener una función de velocidad de subida adicional. El fabricante puede decidir si mostrar o no el sufijo R.

## Detectores inalámbricos
Actualmente, varias fábricas están trabajando en el desarrollo de detectores inalámbricos basándose en la norma EN 54-25 Componentes que utilizan enlaces radioeléctricos y requisitos del sistema. Están desarrollando detectores de humo y temperatura, pero ningún está certificado por la normativa EN54-25, hasta la fecha.